# Keratocyste
Een keratocyste is een holte in het kaakbeen, voornamelijk de onderkaak en dan nog vaak achteraan gesitueerd.
Deze holte is een cyste, dat wil zeggen, dat zij begrensd is met epitheel. Dit epitheel is verhoornd (zowel parakeratose waarbij de hoorncellen of keratocyten kernen bevatten als orthokeratose waarbij ze geen kernen bevatten). Vandaar de naam keratocyste.
De inhoud van de cyste varieert van een gele vloeistof tot een taai slijm, maar bevat meestal een hypertoon milieu, vaak met cholesterolkristallen, die aan de cysteinhoud een glinsterend aspect geven. Bij het openen van de cyste komt er een kaasachtige geur vrij. Dit wordt veroorzaakt door afgeschilferd epitheel.
De cyste kan uit één of meerdere lobbes bestaan. In het laatste geval is het een extreem agressieve cyste, die vaak na chirurgische behandeling een recidief vertoont, omdat uit kleine dochtercystes een recidief kan ontstaan.
De therapie bestaat er in om de cyste chirurgisch te verwijderen (enucleatie), waarbij de cystebalg helemaal wordt weggenomen. Marsupialisatie (het verbinden van de cysteholte met de buitenwereld om zo genezing te veroorzaken) is minder aangewezen.
De keratocyste komt voor bij het basaalcelnaevussyndroom = syndroom van Gorlin(-Goltz).